# Yuhei Otsuki
Yuhei Otsuki (født 6. maj 1988) er en japansk fodboldspiller.
Han har spillet for flere forskellige klubber i sin karriere, herunder Zweigen Kanazawa.